# Кострикова, Евгения Сергеевна
Евге́ния Серге́евна Ко́стрикова (1921—1975) — советский офицер, участница Великой Отечественной войны, гвардии капитан. Согласно ее утверждению, дочь советского государственного и политического деятеля Сергея Кирова.
В годы Великой Отечественной войны — военфельдшер 79-го отдельного (54-го гвардейского) танкового полка (11-й гвардейской механизированной бригады, 5-го гвардейского механизированного корпуса), затем командир танка, танкового взвода, танковой роты.

## Биография

### Ранние годы
Родилась в 1921 году во Владикавказе. Согласно ее утверждению, дочь Сергея Кирова (1886—1934, настоящая фамилия — Костриков), советского государственного и политического деятеля, в то время — члена Реввоенсовета 11-й армии РККА, которая весной 1920 года вступила в Баку для установления советской власти. Здесь Костриков якобы познакомился с женщиной, которая стала его первой женой; вскоре она заболела и умерла. В 1926 году Костриков, имевший партийный псевдоним Киров, был избран первым секретарём Ленинградского губкома (обкома) и горкома партии; он постоянно был занят государственными и партийными делами. Вторая жена — Мария Львовна Маркус (1885—1945) — якобы не приняла маленькую Женю в семью, и её определили в детский дом-интернат.
После убийства Кирова в 1934 году, Евгения осталась одна. Окончила среднюю школу-интернат при одном из детских домов «специального назначения», учреждённых советским правительством для «детей войны» из Испании. В 1938 году поступила в Московское высшее техническое училище имени Баумана.
Среди близких друзей Евгении из числа детей партийной элиты были братья Микояны и Тимур Фрунзе (которые в это время учились на лётчиков), испанец Рубен Ибаррури (учился в Московском пехотном училище имени Верховного Совета РСФСР).  Девочка, как и многие её сверстники, мечтала о военных подвигах, но 1 апреля 1939 года гражданская война в Испании закончилась, а 13 марта 1940 года закончилась и советско-финская война.

### Медсестра
В 1941 году с началом Великой Отечественной войны, имея незаконченное высшее образование, Евгения Кострикова окончила трёхмесячные курсы медицинских сестёр и добровольцем ушла на фронт. В качестве медсестры она была направлена в медико-санитарный взвод отдельного танкового батальона, в составе которого участвовала в боях на Западном фронте в ходе Московской битвы.
В октябре 1942 года часть личного состава батальона, в том числе почти весь медицинский персонал, была направлена на укомплектование 79-го отдельного танкового полка. Кострикова стала военфельдшером этого полка.
В декабре 1942 года 79-й танковый полк в составе Южного фронта участвовал в Сталинградской битве. В январе 1943 года он был переименован в 54-й гвардейский танковый полк (11-й гвардейской механизированной бригады, 5-го гвардейского механизированного корпуса, 2-й гвардейской армии. В составе Воронежского и Степного фронтов полк участвовал в Курской битве.
На Курской дуге военфельдшер Кострикова спасла жизнь 27-ми танкистам полка и была награждена орденом Красной Звезды. После ранения, в декабре 1943 года, гвардии старший лейтенант Кострикова была направлена в оперативный отдел 5-го гвардейского механизированного корпуса, где пробыла недолго. При поддержке начальника оперативного отдела корпуса полковника А. П. Рязанского была направлена на учёбу в Казанское танковое училище.

### Командир танковой роты
В 1944 году с отличием окончила ускоренный курс Казанского танкового училища и вернулась в свой 5-й гвардейский механизированный корпус на должность командира танка Т-34. По некоторым сведениям, принимала участие в освобождении Кировограда в январе 1944 года.
Всего за годы Великой Отечественной войны танкистками стали около двух десятков женщин. Окончивших танковые училища женщин было три: бывший санинструктор Ирина Левченко, которая в 1943 году окончила ускоренный курс Сталинградского танкового училища и служила офицером связи 41-й гвардейской танковой бригады, командовала группой лёгких танков Т-60, младший техник-лейтенант Александра Бойко (Моришева), которая в 1943 году окончила Челябинское танковое училище и воевала на тяжёлом танке ИС-2, и Евгения Кострикова, которая после окончания Казанского танкового училища командовала танковым взводом, а в конце войны — танковой ротой.
Танки Костриковой в составе 5-го гвардейского механизированного корпуса форсировали Одер, Нейсе и к 30 апреля 1945 года вышли к юго-восточной окраине Берлина. 5 мая её боевые машины были выведены из участия в Берлинской операции и направлены на освобождение Праги. Боевой путь 24-летняя Евгения Кострикова завершила в Чехословакии.

### Послевоенные годы
После войны гвардии капитан Евгения Кострикова демобилизовалась из армии и стала домохозяйкой. Жила в Москве.
Умерла в 1975 году. Похоронена на Ваганьковском кладбище в Москве.

## Награды
Советские государственные награды:
- орден Красного Знамени (11 августа 1943[6])
- орден Отечественной войны I степени (5 мая 1945[6])
- орден Отечественной войны II степени (5 июля 1943[6])
- два ордена Красной Звезды (2 октября 1942[6], 14 октября 1943[3])
- медали, в том числе:
  - медаль «За отвагу» (2 января 1942)
  - медаль «За оборону Сталинграда»

## Семья, личная жизнь
Личная жизнь у Евгении Костриковой не сложилась. Во время войны она вышла замуж за полковника, штабного офицера. Воспользовавшись её связями в высших кругах власти (Евгения Сергеевна помогала своему танковому полку со снабжением), он вскоре получил звание генерала, но после войны оказалось, что у него уже была семья. Евгения Сергеевна больше никогда не выходила замуж, детей у неё не было. Умерла в одиночестве. Из однополчан-танкистов на её похоронах присутствовала лишь одна боевая подруга — Антонина Алексеевна Кузьмина, бывший военврач.